# Ángel Tulio Zof
Ángel Tulio Zof, conocido también como Don Ángel o El Viejo, (Rosario, provincia de Santa Fe, Argentina, 8 de julio de 1928-ibídem, 26 de noviembre de 2014) fue un futbolista y entrenador del fútbol argentino. El 21 de abril de 2005 fue nombrado ciudadano ilustre de su ciudad natal.
Con tres títulos oficiales logrados, es el entrenador de Rosario Central más ganador en la Era profesional de AFA, y es el que más partidos dirigió en el club de Arroyito, con 608 encuentros. Durante su carrera hizo debutar a grandes jugadores como Omar Palma, Juan Antonio Pizzi, José Chamot, Marco Ruben, y Ángel Di María, entre muchos otros.

## Biografía

### Futbolista

#### Inicios: Rosario Central

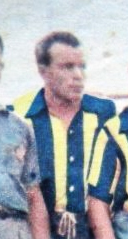
Zof en 1953.

Hijo de Antonio Zof y María Boemo, inmigrantes provenientes de la región de Friuli en Italia, nacido y criado en Rosario, a los 16 años comenzó a jugar en un club del barrio La República: Gath & Chaves. A los 17 años pasó a las divisiones inferiores de Rosario Central, debutando cinco años después en la primera división de Argentina el 12 de octubre de 1950 contra Newell's Old Boys. Paralelamente a su carrera como deportista profesional, Ángel trabajaba en el ferrocarril por las mañanas junto a otros jugadores del plantel (Federico Vairo era uno de ellos). Disputó un total de 56 partidos con los canallas. Logró jugar junto su ídolos, Alfredo Fógel y el Torito Aguirre.

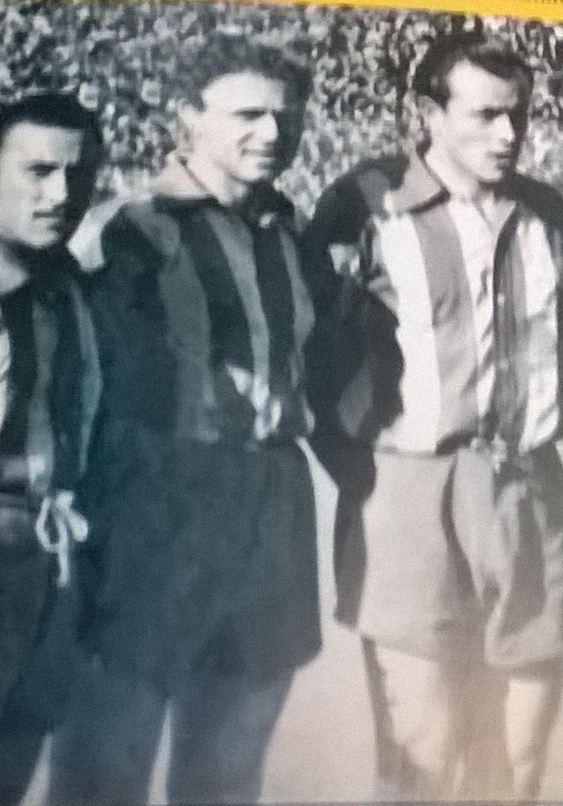
Roberto Appicciafuocco, Mario Virginio y Ángel Zof.

Su llegada al equipo de primera se produjo en un contexto poco favorable; Central había sufrido la diáspora de sus mejores futbolistas en años anteriores, por lo que en ese 1950 perdió la categoría. Al año siguiente retornó a la A sin mayores problemas; Zof recién comenzó a tener continuidad en 1953, ya que su puesto sobre el sector izquierdo del mediocampo estaba ocupado por uno de los jugadores históricos del club, Alfredo Fógel. A medida que mermaba la participación del gran capitán, Ángel afirmaba la suya. Formaba la línea media con futbolistas como José Minni, Miguel La Rosa, Alberto Ducca, Carlos Álvarez. Su último partido fue en 1955; luego de una floja actuación Alfredo Fógel, entonces entrenador, dispuso su salida y dejó el club. Su pierna hábil era la diestra; aun así se desempeñaba por el sector izquierdo. Se destacaba por tener un gran estado físico que le permitía tener un buen recorrido por esa zona del campo de juego

#### Huracán y Quilmes
Llegó en 1956 a Huracán, junto a otros ex-Central, Pedro Botazzi e Isidoro Tisera. El entrenador era Adolfo Pedernera, y si bien el club estaba al día con los jugadores rosarinos, mantenía deudas con el resto del plantel, así que se plegaron a las protestas de sus compañeros. Disputó 11 encuentros para la Quema, dejando el club a fin del torneo.
En 1957 pasa a Quilmes donde fue capitán y disputó el torneo de Segunda División de Argentina. Peleó el ascenso hasta el final, sin poder conseguirlo. Volvió a Rosario una vez concluida la temporada.

#### De viaje por México, Canadá y los Estados Unidos
Ya con 29 años, Zof pensaba dejar su actividad como futbolista pero Héctor Almide, un empresario, lo llevó a jugar a México. Llegó a tierras aztecas junto a su excompañero en Central, Roberto Appicciafuocco. Su primera intervención fue defendiendo la camiseta de Oro, club de Guadalajara, en un torneo de verano que duró un par de meses. Luego jugó tres años en el Atlético Celaya, equipo recién ascendido a la Primera División. Si bien las campañas del equipo fueron flojas y terminó descendiendo, Zof se ganó el respeto de la prensa y de la hinchada, a fuerza de buenas actuaciones y de su bonhomía. Durante su estancia en Celaya abrió una parrilla llamada El Gaucho junto a Appicciafuocco, que gozó de gran popularidad. En 1961 firmó en Morelia, donde repitió buenas actuaciones, acompañado por una aceptable campaña de su club.
Siguió su carrera como futbolista en el Toronto Italia de Canadá, donde también ejerció por primera vez el trabajo de entrenador. Su labor no fue fácil ya que Ángel no sabía hablar inglés y en el plantel tenía jugadores yugoslavos, húngaros e italianos. Utilizando a algunos de los futbolistas como traductores, y una mesa de billar con bollos de papel para graficar el campo de juego, Zof pudo hacerse entender y salió subcampeón de la liga.
De Canadá se mudó a Estados Unidos y jugó una temporada en el Philadelphia Ukrainians. Sin embargo Ángel seguía trabajando paralelamente a su carrera y al haber poca oferta laboral en Filadelfia se mudó a Nueva Jersey. Empezó a jugar en el Hakoah de Nueva York y entró a trabajar en la General Motors. Como particularidad, se dio el gusto de jugar en el primer partido de fútbol que se televisó para los Estados Unidos.
En noviembre de 1963 regresó a la Argentina. Trabajó para el Ferrocarril como ajustador mecánico y comenzó a manejar un taxi.

### Entrenador

#### Primeros pasos
Con su taxi llevaba futbolistas de Rosario a Bigand, que jugaban para Independiente. En 1964, los dirigentes del club le ofrecieron el puesto de entrenador. Como resultado, sacó al equipo campeón de la Copa de Oro de la provincia de Santa Fe, derrotando en la final a Unión. Ese fue el trampolín para el inicio de una carrera de más de 40 años en el banco.
Su debut oficial en la Primera División de Argentina se dio el 13 de junio de 1965 dirigiendo a Newell's Old Boys; el equipo contra quien Central disputa desde 1905 el Clásico Rosarino. Fue director técnico del club por 3 años: entre 1965 y 1967, y en 1969. En total dirigió 97 cotejos para el rojinegro.
Luego de dejar Newell's, Zof pasó a dirigir a Los Andes (72 partidos). Allí tomó al equipo recién ascendido, tras la salida de Jim Lópes. Contaba con futbolistas de buen nivel como Abel Da Graca y Norberto Menutti. Sumó a jugadores como Néstor Manfredi, Alfredo Obberti y Jorge Ginarte. Consiguió realizar una muy buena campaña, logrando un histórico triunfo ante River Plate el 10 de mayo de 1968 en el Estadio Monumental. En una segunda etapa repitió las buenas actuaciones y logró ganar el Reclasificatorio de 1969.

#### Su retorno a Central

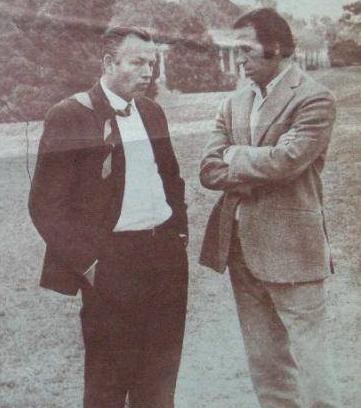
Ángel Zof y Carlos Griguol, a principios de los '70.

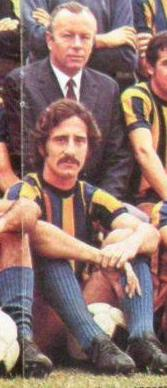
Zof junto a Aldo Poy.

Su debut como DT de Central se produjo luego de la renuncia de Enrique Omar Sívori y fue el 21 de junio de 1970; cuando por la décima sexta fecha del Metropolitano de ese año Central le ganó a Huracán en Rosario 2 a 1.
En su primer desafío con Rosario Central, logró el subcampeonato en el Nacional de 1970 y la clasificación a la Copa Libertadores. Allí realizó variantes tácticas que rindieron frutos, como la de adelantar unos metros a Angel Landucci y retrasar en el ataque a Aldo Pedro Poy, dándole a este último la posición en la que mejor rendiría en su carrera. La final del Nacional se terminó jugando en condiciones anormales, ya que, durante el segundo tiempo, público de Boca invadió el campo y el árbitro Ángel Coerezza permitió que el encuentro se siguiera disputando. Se puede considerar que formó la base de juego del equipo que lograría el primer título de Primera División en 1971, bajo la conducción de Ángel Labruna. Luego de 42 partidos; de los cuales ganó 19, empató 13 y perdió 10 le dejó su lugar a Carlos Timoteo Griguol. Su último partido en esta etapa fue el 9 de mayo de 1971 cuando Central igualó en Rosario frente a Vélez Sarsfield 2 a 2.
A poco de dejar Central, se hizo cargo de Atlanta. El Bohemio se encontraba severamente complicado para permanecer en la categoría, pero logró revertir la situación, venciendo en la última fecha del Metropolitano de 1971 a Los Andes, rival directo. Dejó el club por desavenencias con los directivos. Completó 28 partidos al frente de este equipo.
Su primer encuentro, en su segunda etapa en Central, fue el 18 de junio de 1972 cuando por la vigésima fecha del Metropolitano de ese año; Central igualó en su cancha contra Racing 1 a 1. Luego de caer derrotado frente al Huracán de Menotti 5 a 0 en Rosario el 6 de mayo de 1973 por la fecha 11.ª del Metropolitano se aleja del cargo de entrenador. En esta etapa Don Angel dirigió a Central 39 encuentros; de los cuales ganó 17, empató 11 y también perdió 11.
En 1974 fue contratado por Atlético Ledesma, equipo de la provincia de Jujuy, con el objetivo de formarlizar su fútbol desde inferiores a Primera. En cinco años logró clasificar al club tres veces al Campeonato Nacional (1976, 1977 y 1978), codeándose con los equipos de Primera. Promovió a varios juveniles, entre ellos el Coya Gutiérrez y el tucumano Héctor Chazarreta.

#### La Sinfónicay el primer título con Central

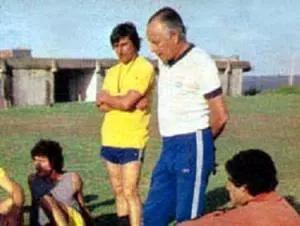
Zof durante una práctica en 1980.

En el tercer regreso a su “segunda casa” sustituyó a Carlos Griguol y en su debut goleó en Arroyito a Chacarita Juniors 6 a 0. Acumuló cinco victorias consecutivas y once encuentros invicto en el arranque de ese Metropolitano 1979, siendo éstas las mejores marcas del club en un inicio de torneo de Primera, empardadas por el equipo de Eduardo Coudet en 2015. Incorporó a sus exjugadores de Ledesma Eduardo Bacas, Héctor Chazarreta y Rubén Alberto Díaz; afirmó en sus puestos a juveniles como Edgardo Bauza, Oscar Craiyacich, Juan Carlos Ghielmetti, entre otros. Completaban el plantel futbolistas de la talla de Guillermo Trama, Félix Orte, Jorge Chiquilín García. Logró conformar un equipo de alto vuelo futbolístico, basado en tenencia de balón, toque y verticalidad. Este equipo recibió el apodo de La Sinfónica. Logró llegar a semifinales tanto del Metropolitano como del Nacional. Su último cotejo en esta etapa fue el 16 de diciembre de 1979 con derrota frente a River Plate en el Gigante de Arroyito 3 a 1. En esta etapa Zof dirigió 37 partidos; ganó 18, empató 11 y perdió solamente 8.
Su cuarto regreso a Rosario Central marcó su primer título con los canallas, al ganar el campeonato de 1980 frente al Racing de Córdoba de Alfio Basile. Su retorno se produjo a los pocos meses de haber dejado la conducción técnica de Central, ocupando el lugar que dejó vacante Roberto Marcos Saporiti, quien lo había sucedido; su primer cotejo fue el 1 de junio de 1980 cuando Central igualó en Rosario con Quilmes 0 a 0 por la vigésima fecha del Metropolitano de 1980. Tres días después derrotó a Newell's 1-0 como visitante, con gol del Chiquilín García. Completó el Metropolitano y se preparó para afrontar el Nacional. Se incorporó un delantero de experiencia, Víctor Marchetti, y se afianzaron juveniles como Daniel Sperandío y Daniel Teglia.
La base del equipo era la misma que había conformado La Sinfónica, y aunque no llegó a lucir tanto como ésta, el equipo se alzó con el título, el primero de Zof como entrenador centralista. Exhibió una gran contundencia como local, derrotando sucesivamente a Unión, Newell's y Racing de Córdoba en las etapas finales del torneo. Se destapó como goleador el Patón Bauza, marcador central, tuvo muchas variantes en ofensiva con Orte, Teglia, Marchetti y Trama; el mediocampo fue el basamento del buen nivel futbolístico, con jugadores como el Loro Gaitán, Chazarreta, Bacas, y la aparición sobre el cierre del torneo de uno de los más grandes futbolistas del club auriazul: Omar Palma. Su último partido en esta etapa fue el 8 de enero de 1983; fecha 34.ª del Metropolitano de 1982 donde Central perdió en Córdoba frente a Talleres 3 a 1. En su cuarto período dirigió 134 partidos: 50 triunfos, 45 empates y 39 derrotas.
En 1983 se hizo cargo de Platense; allí se reencontró con exjugadores de Central, como Ramón Bóveda, Roberto Cabral e Hijitus Gómez. Consiguió resonantes triunfos ante Boca y el Ferro de Griguol. Afrontó 34 juegos como técnico del calamar.
En 1984 retornó a Ledesma, clasificando una vez más al equipo jujeño al Nacional, torneo en el que fue eliminado en la primera fase. Totalizó 49 encuentros como entrenador del equipo jujeño, tomando sólo en cuenta los partidos disputados por torneos de AFA.

#### Un nuevo títulocanalla
Su quinta etapa en Rosario Central comenzó con una nueva coronación, el Campeonato 1986/87. El canalla había retornado a Primera de la mano de Pedro Marchetta; Zof armó un equipo de fútbol vertical, con la pausa que le aportaba Roberto Gasparini, refuerzo especialmente pedido por el DT. Se sumó también Pichi Escudero, reforzando la delantera como compañero de Fernando Lanzidei; en el arco llegó Alejandro Lanari para ganarle el puesto al uruguayo Jorge Fossati. El resto del equipo lo conformaban principalmente jugadores del club: Bauza, Hernán Díaz, Ariel Cuffaro Russo, Jorge Balbis, Julio Pedernera en defensa; Hugo Galloni, Adelqui Cornaglia en el mediocampo, con la descollante actuación del Negro Palma, goleador y gran figura del torneo. El triunfo en este torneo de doble rueda marcó el primer y hasta ahora único antecedente en el fútbol argentino de un equipo campeón de Primera la temporada siguiente a la de haber ascendido. El campeonato se peleó hasta el final con Newell's, superándolo por un punto.

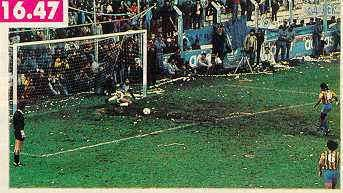
El gol de Palma ante Temperley, que aseguró el título para el Canalla.

Se mantuvo en el cargo hasta 1990; tras la venta de Palma, al equipo le costó mantener el nivel. Pero luego se repuso, con la llegada al primer equipo de varios juveniles promovidos por Zof: Juan Antonio Pizzi, José Chamot, David Bisconti, Alberto Boggio, entre otros.
Su primer partido de este ciclo fue el 13 de julio de 1986 por la primera fecha del Campeonato 1986/87 donde empató en Buenos Aires frente a San Lorenzo 1 a 1. Su último cotejo en esta etapa fue el 23 de diciembre de 1990 en la última fecha del Apertura 1990/91 al perder con Ferro Carril Oeste en el gigante de Arroyito 1 a 0.
Esta fue su etapa de mayor cantidad de partidos en Central: dirigió 179 encuentros; ganó 66, empató 69, perdió 42 y la AFA le dio por perdido a ambos equipos dos partidos contra Newell’s. Sumando cuatro encuentros en que Néstor Manfredi lo remplazó interinamente, hacen que estos 183 partidos consecutivos sean la mayor racha de un entrenador al frente del primer equipo de Rosario Central en el profesionalismo.
Cuatro meses más tarde tuvo un nuevo retorno a Central. Remplazó a quien lo había sucedido, Carlos Aimar, y en esta corta etapa su triunfo más resonante fue ante el Newell's de Bielsa, el 15 de septiembre de 1991, en el Gigante de Arroyito. Fue 1-0, con gol de Chelo Delgado. En esta etapa, la sexta, su primer partido fue el 21 de abril de 1991 cuando Central derrotó en Rosario a San Lorenzo 2 a 1 por la novena fecha del Clausura 1990/91. Su último cotejo de esta etapa fue en Corrientes el 22 de diciembre de 1991; cuando Central perdió frente a Deportivo Mandiyú 3 a 1 por la última fecha del Apertura 1991. Dirigió 30 partidos; ganó 8, empató 14 y perdió 8.
En 1992 se hizo cargo del recién ascendido San Martín de Tucumán. Con el Santo realizó una aceptable campaña durante el Apertura; pero el Clausura arrancó con malos resultados y Zof dejó Tucumán. Se destacan una victoria ante Racing, empates ante Boca e Independiente, y un triunfo ante Rosario Central, por 4-3 en San Miguel de Tucumán. Entrenó 22 partidos al conjunto del Jardín de la República.

#### Campeón internacional: la Copa Conmebol
Su séptimo ciclo al frente del canalla comenzó a mediados de 1995, remplazando una vez más al Negro Marchetta. Central había realizado una buena campaña la temporada anterior, lo que le permitió clasificar a la Copa Conmebol. Habían dejado el equipo algunos titulares, como Darío Scotto, Kily González, y Nuno Molina. Central se reforzó con un joven Eduardo Coudet, el peruano Percy Olivares que no rindió, y, por sobre todos, un refuerzo de gran jerarquía: Rubén Polillita Da Silva. El mediocampo se conformó como gran generador de juego: Palma como mediocampista central, pero obviamente con mucho juego; Vitamina Sánchez como enganche y Raúl Gordillo y Coudet por los costados, con la opción del ingreso de Cristian Daniele en los momentos en que se necesitara mayor equilibrio; completaban la ofensiva Da Silva y un emergente Martín Cardetti. La defensa fue conformada por jugadores juveniles: Tito Bonano en el arco, Petaco Carbonari y Federico Lussenhoff como marcadores centrales y Diego Ordóñez junto a Patricio Graff por las puntas.
Ante un arranque irregular en el Apertura, la opción de la Conmebol se fue afirmando. Tras barrer a Defensor Sporting de Uruguay, Cobreloa de Chile y Atlético Colegiales de Paraguay, Central enfrentó a Atlético Mineiro en la final. El encuentro de ida se disputó en Belo Horizonte, donde cayó 4-0, en un resultado nada ajustado al juego. En una remontada histórica, la única de este tipo por torneos internacionales, Central derrotó a los brasileños 4-0 en el Gigante de Arroyito, forzando la definición con tiros desde el punto del penal. Allí Central resultó triunfante, obteniendo el primer título internacional de su historia, y el tercero bajo la conducción de Zof.
Durante 1996 el equipo protagonizó buenas campañas en los torneos locales, llegando también hasta semifinales en la Copa Conmebol. En 1997 Central arrancó el año derrotando 5-0 a Racing Club, pero este auspicioso debut fue seguido por una campaña irregular, lo que derivó en la salida de Don Ángel del cargo. Esta fue la primera vez que anunció su retiro de la conducción técnica profesional.
Su primer partido en este ciclo fue por el Apertura 1995, el 13 de agosto, frente a Vélez en Liniers donde Central perdió 1 a 0. Su último encuentro como D.T. de Central fue el 2 de junio de 1997 cuando la Academia derrotó a Banfield en el Gigante de Arroyito 2 a 0 por la fecha nro. 15 del Clausura 96/97. En esta última etapa dirigió a Central en 69 partidos de los cuales ganó 24, empató 25 y perdió 20.

#### Últimos ciclos
Ya retirado del fútbol profesional y trabajando en las divisiones inferiores y como director general del fútbol de Rosario Central desde la asunción de Pablo Scarabino al frente de la presidencia de Central, Zof tuvo que volver a hacerse cargo del equipo en agosto de 2004, luego de siete años, debido a la crisis futbolística por la cual atravesaba el club tras el alejamiento del DT uruguayo Víctor Púa. Con Ariel Cuffaro Russo como su nuevo ladero, se hicieron cargo del equipo, y obtuvieron 30 puntos en el Apertura 2004 y 31 en el Clausura 2005 logrando clasificar a los canallas a la Copa Sudamericana 2005 y a la Copa Libertadores 2006. Al finalizar la temporada Zof anunció nuevamente su retiro.
Ariel Cuffaro Russo se había hecho cargo del equipo durante el Apertura 2005. Pero luego de eliminar a Newell’s de la Sudamericana el equipo entró en una debacle en el torneo local y tuvo que renunciar en la 15.ª fecha. Allí tomó nuevamente la posta Don Ángel quien se hizo cargo de las últimas cuatro fechas del Apertura 2005, los dos primeros partidos de la Libertadores 2006 y las primeras siete fechas del Clausura 2006. Hasta que una noche en un empate 1 a 1 ante Argentinos Juniors en Arroyito plagado de incidentes decidió dar un paso al costado definitivamente retirándose de su actividad como entrenador luego de 608 encuentros en el banco de Central durante sus 9 etapas. En este último ciclo hizo debutar a Ángel Di María, en un encuentro ante Independiente en Avellaneda.
A pesar de sus años, y de su identificación con Rosario Central, fue convocado en el año 2011 por el otro gran maestro de divisiones inferiores, Jorge Bernardo Griffa, para aportar asesoramiento y capacitación a profesores y futbolistas de su club, la Asociación Atlética Jorge B. Griffa, como así también en la captación de nuevos valores. Estuvo en funciones durante casi un año, hasta que tuvo que dejar el cargo por problemas de salud, retirándose definitivamente de la actividad futbolística.
En toda su carrera dirigió 910 encuentros: ganó 331, empató 312 y perdió 267 (siendo 874 por torneos de AFA y 36 en cotejos internacionales con Central).
Ángel Zof fue cultor de un fútbol jugado a partir del respeto al balón; su filosofía era practicar un juego ofensivo. Entendía que más allá del dibujo táctico, lo importante eran las características de cada futbolista. Sus dirigidos destacan su simpleza para transmitir conceptos y su gran capacidad para quitarles presión.

#### Datos y estadísticas en Rosario Central[23]
Con 608 encuentros es el entrenador que más partidos dirigió a Central; lo sigue Carlos Griguol con 253. En tanto, es el segundo técnico que más encuentros internacionales afrontó con el conjunto auriazul, con 36; el primero es Edgardo Bauza con 38.
| Primera División de Argentina | 570 | 217 | 205 | 146 |
| Copas nacionales de AFA       | 2   | 1   | 0   | 1   |
| Torneos internacionales       | 36  | 18  | 5   | 13  |
| Totales                       | 608 | 236 | 210 | 160 |

Con Rosario Central participó de los siguientes torneos internacionales:
- Copa Libertadores, ediciones 1971, 1981, 1987 y 2006.
- Copa Conmebol, ediciones 1995 y 1996.
- Copa Máster 1996 y Copa de Oro 1996.

En todas sus etapas en el club, Zof hizo debutar a 123 futbolistas con la camiseta de Central, 74 de las divisiones juveniles y 49 jugadores provenientes de otros clubes. Quien lo sigue en esta estadística es Miguel Ángel Russo, con 65 jugadores.
| 1970 | Daniel Killer         | Defensor      |  | 1988 | Arturo Saravia       | Delantero     |
|      | Juan Troilo           | Mediocampista |  |      | Marcelo Trivisonno   | Defensor      |
| 1979 | Daniel Carnevali      | Arquero       |  | 1989 | José Luis Albarenque | Mediocampista |
|      | Walter René Fernández | Delantero     |  |      | Alberto Boggio       | Defensor      |
|      | Raúl Herrera          | Delantero     |  |      | Luis Ceballos        | Mediocampista |
|      | Omar Palma            | Mediocampista |  |      | José Chamot          | Defensor      |
|      | Rodolfo Rodríguez     | Delantero     |  |      | Rodolfo Ramón García | Mediocampista |
|      | Enrique Rola          | Arquero       |  |      | Juan Eudoro Medina   | Delantero     |
|      | Daniel Sperandío      | Mediocampista |  |      | Pedro Uliambre       | Delantero     |
| 1981 | Sergio Céliz          | Defensor      |  |      | Ariel Valenti        | Delantero     |
|      | Adelqui Cornaglia     | Mediocampista |  | 1990 | Claudio Carnevali    | Delantero     |
|      | Mario Favaretto       | Delantero     |  |      | Marcelo Delgado      | Delantero     |
|      | Alfredo Killer        | Defensor      |  |      | Gustavo Falaschi     | Defensor      |
|      | Daniel Kuchen         | Defensor      |  |      | Fernando Forletta    | Mediocampista |
|      | Carlos Lancellotti    | Delantero     |  | 1991 | Cristian Daniele     | Mediocampista |
|      | Wálter Maladot        | Delantero     |  |      | Adrián Mahía         | Delantero     |
|      | Daniel Riquelme       | Mediocampista |  | 1995 | Martín Cardetti      | Delantero     |
|      | Roberto Settecasse    | Mediocampista |  | 1996 | Estanislao Ayuso     | Arquero       |
| 1982 | Darío Campagna        | Mediocampista |  |      | Martín Boasso        | Mediocampista |
|      | Enrique Peralta       | Delantero     |  |      | Hernán Castellano    | Arquero       |
|      | Jorge Salvañá         | Delantero     |  |      | Cristian Cipolatti   | Delantero     |
|      | Claudio Scalise       | Delantero     |  |      | Gerardo Ferrari      | Defensor      |
|      | Jorge Taverna         | Delantero     |  |      | Gabriel Loeschbor    | Defensor      |
| 1986 | Erasmo Doroni         | Defensor      |  |      | Rafael Maceratesi    | Delantero     |
|      | Esteban Game          | Defensor      |  |      | David Charles Pérez  | Defensor      |
| 1987 | Jorge Manuel Díaz     | Mediocampista |  |      | Daniel Quinteros     | Mediocampista |
|      | Sergio Protti         | Arquero       |  | 1997 | Walter Gaitán        | Mediocampista |
|      | Claudio Santoro       | Defensor      |  |      | Germán Gerbaudo      | Defensor      |
| 1988 | Juan Pedro Alfaro     | Delantero     |  |      | Diego José           | Delantero     |
|      | Silvio Andrade        | Mediocampista |  |      | Germán Rivarola      | Defensor      |
|      | David Bisconti        | Delantero     |  | 2004 | Diego Calgaro        | Mediocampista |
|      | Adrián Daniele        | Delantero     |  |      | Marco Ruben          | Delantero     |
|      | José Matelica         | Delantero     |  |      | Germán Alemanno      | Delantero     |
|      | Oscar Osorio          | Delantero     |  | 2005 | Manuel Altamirano    | Mediocampista |
|      | Juan Antonio Pizzi    | Delantero     |  |      | Ángel Di María       | Mediocampista |
|      | Ariel Santoro         | Delantero     |  |      | José Vizcarra        | Delantero     |

##### Clásico Rosarino
Zof tuvo participación como entrenador en los dos bancos de los equipos que se enfrentan en el Clásico rosarino. A pesar de su total identificación con Rosario Central, tuvo sus primeras etapas como entrenador en Newell's, en una época en la que el encono entre ambos clubes se encontraba menos dramatizado.
Dirigiendo Newell's afrontó 6 partidos clásicos; el primero, disputado en 1965, significó su única victoria ante Central. En los restantes encuentros empató 2 y perdió 3.
| Campeonato 1965 | 07-11-1965 | RC 0-NOB 1 |  | Metropolitano 1967 | 19-03-1967 | RC 1-NOB 0 |
| Campeonato 1966 | 19-06-1966 | RC 0-NOB 0 |  | Metropolitano 1967 | 04-06-1967 | NOB 1-RC 2 |
| Campeonato 1966 | 06-11-1966 | NOB 0-RC 2 |  | Metropolitano 1969 | 30-03-1969 | RC 2-NOB 2 |

Dirigiendo Rosario Central condujo al canalla en 36 partidos, siendo el técnico del club que más clásicos dirigió. Obtuvo 13 triunfos, 12 igualdades y 9 derrotas. En dos encuentros la AFA le dio el partido perdido a ambos clubes, a raíz de incidentes que motivaron las suspensiones de los mismos (uno como local y otro como visitante). Sin contar estos dos encuentros, su estadística como local marca que en 14 partidos consiguió 9 victorias y 4 empates, sufriendo una sola derrota. Como visitante, en 19 encuentros obtuvo 4 triunfos, 8 empates y 7 derrotas. En tanto, cayó en el único encuentro disputado en condición neutral.
| Metropolitano 1970 | 27-07-1970 | NOB 1-RC1   |  | Metropolitano 1982 | 29-08-1982 | NOB 1-RC 1   |
| Nacional 1970      | 29-09-1970 | RC 3-NOB 1  |  | Campeonato 1986/87 | 17-08-1986 | NOB 0-RC 0   |
| Nacional 1970      | 15-11-1970 | NOB 1-RC 4  |  | Campeonato 1986/87 | 25-01-1987 | RC 0-NOB 0   |
| Nacional 1972      | 02-12-1972 | NOB 1-RC 0  |  | Campeonato 1987/88 | 20-09-1987 | RC 1-NOB 0   |
| Metropolitano 1973 | 04-04-1973 | RC 4-NOB 1  |  | Campeonato 1987/88 | 12-02-1988 | NOB 1-RC 0   |
| Nacional 1979      | 30-09-1979 | RC 2-NOB 2  |  | Campeonato 1988/89 | 27-11-1988 | NOB xx-RC xx |
| Nacional 1979      | 18-11-1979 | NOB 0- RC 1 |  | Campeonato 1988/89 | 23-04-1989 | RC 2-NOB 1   |
| Metropolitano 1980 | 04-06-1980 | NOB 0-RC 1  |  | Campeonato 1988/89 | 11-06-1989 | RC 1-NOB 1   |
| Nacional 1980      | 07-09-1980 | NOB 1-RC 0  |  | Campeonato 1988/89 | 13-06-1989 | NOB 5-RC 3   |
| Nacional 1980      | 26-10-1980 | RC 2-NOB 1  |  | Campeonato 1989/90 | 10-12-1989 | NOB 2-RC 2   |
| Nacional 1980      | 07-12-1980 | RC 3-NOB 0  |  | Campeonato 1989/90 | 20-05-1990 | RC xx-NOB xx |
| Nacional 1980      | 14-12-1980 | NOB 1-RC 0  |  | Apertura 1990      | 08-10-1990 | RC 3-NOB 4   |
| Metropolitano 1981 | 15-03-1981 | NOB 3-RC 0  |  | Apertura 1991      | 15-09-1991 | RC 1-NOB 0   |
| Metropolitano 1981 | 10-06-1981 | RC 0-NOB 0  |  | Apertura 1995      | 12-11-1995 | RC 2-NOB 0   |
| Nacional 1981      | 30-09-1981 | RC 3-NOB 1  |  | Clausura 1996      | 23-06-1996 | NOB 2-RC 0   |
| Nacional 1981      | 08-11-1981 | NOB 1-RC 1  |  | Apertura 1996      | 03-11-1996 | RC 1-NOB 1   |
| Nacional 1982      | 07-03-1982 | NOB 2-RC 1  |  | Clausura 1997      | 04-05-1997 | NOB 0-RC 0   |
| Nacional 1982      | 25-04-1982 | RC 2-NOB 1  |  | Clausura 2005      | 20-02-2005 | NOB 0-RC 0   |

### Ciudadano Ilustre

La imagen de Zof en un paredón de la zona sur de Rosario. Don Ángel es uno de los máximos ídolos de Central.

Tras tantos años de logros, en Rosario lo premiaron con el título de "Ciudadano Ilustre", el 21 de abril de 2005. El acto se llevó a cabo ante un recinto colmado de público en el Concejo Municipal de Rosario. Además, los numerosos hinchas de Central que no pudieron estar en la ceremonia, siguieron desde la calle las alternativas de la denominación de Zof, a través de una pantalla gigante.
El entrenador pronunció un sencillo discurso, concordante con su personalidad, que debió interrumpir en dos oportunidades cuando su voz se quebró por la emoción, que lo puso al borde de las lágrimas.

### Otros reconocimientos
El 24 de agosto de 2007 fue condecorado como Mayor Notable de la Nación por el Congreso de la Nación Argentina, nominado por el entonces diputado nacional Eduardo Di Pollina. Fue distinguido junto a Antonio Carrizo, Leopoldo Federico y Jorge Edgar Leal.
En 2008 fue distinguido por el Ministerio de Educación de la Nación como Maestro de la Vida, reconocimiento que recibió junto al educador Ovide Menin.
En 2014 recibió el título de Adulto Mayor Destacado por parte de la Cámara de Diputados de la Provincia de Santa Fe, nuevamente por iniciativa de Di Pollina. En representación de Zof se hizo presente en la ceremonia el exfutbolista canalla y de la selección argentina Marcelo Pagani ante una indisposición del homenajeado.
Desde 2011 se disputa en Libertador General San Martín el Torneo Integración Ángel Tulio Zof, del que participan categorías infantiles y que fue instituido por Atlético Ledesma.
En noviembre de 2013, se publicó su biografía, escrita por el periodista Guillermo Ferretti y editada por Homo Sapiens. Fue presentada en el Centro Cultural Roberto Fontanarrosa de Rosario.
En 2015, la dirigencia de Central bautizó con su nombre el hotel de la Ciudad Deportiva Adolfo Boerio, sita en Granadero Baigorria. En él se hospedan los futbolistas juveniles del club provenientes de otras partes del país y es utilizado para las concentraciones de los planteles de inferiores.
En 2017 el Concejo Municipal de Rosario nombró al parque del Acuario, situado en el Parque Alem, como Ángel Tulio Zof.

### Fallecimiento
Ángel Tulio Zof falleció en la tarde del 26 de noviembre de 2014 a la edad de 86 años. Sus restos descansan en el cementerio Jardín de Ibarlucea.

## Clubes

### Como jugador
| Club                    | País           | Año       |
| ----------------------- | -------------- | --------- |
| Rosario Central         | Argentina      | 1950-1955 |
| Huracán                 | Argentina      | 1956      |
| Quilmes                 | Argentina      | 1957      |
| Oro                     | México         | 1958      |
| Atlético Celaya         | México         | 1958-1960 |
| Morelia                 | México         | 1961      |
| Toronto Italia          | Canadá         | 1962      |
| Philadelphia Ukrainians | Estados Unidos | 1963      |
| New York Hakoah         | Estados Unidos | 1963      |

### Como entrenador
| Club                    | País      | Año       |
| ----------------------- | --------- | --------- |
| Toronto Italia          | Canadá    | 1962      |
| Independiente de Bigand | Argentina | 1964      |
| Newell's Old Boys       | Argentina | 1965-1967 |
| Los Andes               | Argentina | 1968      |
| Newell's Old Boys       | Argentina | 1969      |
| Los Andes               | Argentina | 1969-1970 |
| Rosario Central         | Argentina | 1970-1971 |
| Atlanta                 | Argentina | 1971      |
| Rosario Central         | Argentina | 1972-1973 |
| Atlético Ledesma        | Argentina | 1976-1978 |
| Rosario Central         | Argentina | 1979      |
| Rosario Central         | Argentina | 1980-1982 |
| Platense                | Argentina | 1983      |
| Atlético Ledesma        | Argentina | 1984      |
| Rosario Central         | Argentina | 1986-1991 |
| San Martín de Tucumán   | Argentina | 1992-1993 |
| Rosario Central         | Argentina | 1995-1997 |
| Rosario Central         | Argentina | 2004-2005 |
| Rosario Central         | Argentina | 2005-2006 |

## Palmarés

### Como jugador

#### Campeonatos nacionales
| Título    | Club            | País      | Año  |
| --------- | --------------- | --------- | ---- |
| Primera B | Rosario Central | Argentina | 1951 |

### Como entrenador

#### Copas internacionales
| Título        | Club            | País      | Año  |
| ------------- | --------------- | --------- | ---- |
| Copa Conmebol | Rosario Central | Argentina | 1995 |

#### Campeonatos nacionales
| Título           | Club            | País      | Año     |
| ---------------- | --------------- | --------- | ------- |
| Primera División | Rosario Central | Argentina | N-1980  |
| Primera División | Rosario Central | Argentina | 1986/87 |

#### Torneos regionales
| Título                  | Club                    | País      | Año  |
| ----------------------- | ----------------------- | --------- | ---- |
| Copa de Oro de Santa Fe | Independiente de Bigand | Argentina | 1964 |